# بيرفلورو البوتان
بيرفلورو البوتان هو مركب كيميائي من مركبات فلوروكربون يتكون من عنصري الفلور والكربون، له الصيغة الكيميائية C4F10، ويكون على شكل غاز عديم اللون.

## الخواص
يكون للمركب هيكل من البوتان وتحل فيه ذرات الفلور مكان ذرات الهيدروجين في البنية.
للغاز انحلالية ضعيفة في الماء، وتبلغ لزوجته 0.0001218 بواز.

## الاستخدامات
يستخدم المركب كبديل عن مركب برومو ثلاثي فلورو الميثان (هالون 1301) المستخدم في مطافئ الحريق.
كما يدخل المركب كمكون غازي في الجيل الجديد من عوامل تباين في أجهزة الموجات فوق الصوتية.

## اقرأ أيضاً
- فلوروكربون
- فلورة كهروكيميائية